# Championnat du Portugal de football
Le Championnat du Portugal de football, dénommé « Liga Portugal » (ou « Liga Portugal Betclic » pour des raisons de parrainage avec Betclic), est le championnat professionnel de football masculin de première division portugaise.
Le championnat regroupe les meilleurs clubs du Portugal, comprenant le territoire métropolitain portugais ainsi que l'archipel des Açores et Madère.
Le Benfica Lisbonne est le club le plus titré avec 38 titres de champion national, suivi par le FC Porto qui en compte 30 et le Sporting CP qui en compte 21. Ces clubs sont considérés comme les  trois «Grands» du Portugal (Os Três Grandes).

## Histoire

### La Primeira Liga Experimental (1934-1938)
De 1934 à 1938, la Primeira Liga Experimental eut lieu mais fut considérée comme non officielle car le véritable champion du Portugal était le vainqueur du Campeonato de Portugal inauguré en 1921 et disparu en 1938.
Les champions de cette nouvelle ligue expérimentale sont :
- Saison 1934/1935 : FC Porto
- Saison 1935/1936 : SL Benfica
- Saison 1936/1937 :  SL Benfica
- Saison 1937/1938[2] :  SL Benfica

### De la Primeira Divisao (1938-1999) à la Primeira Liga (depuis 1999)
Le championnat national démarre officiellement en 1938 sous le nom de Primeira Divisão et ce jusqu'en 1999 où il est ensuite renommé en Primeira Liga.
Depuis, la dénomination de la compétition a régulièrement changé pour des raisons de sponsoring :
- 2002-2005: SuperLiga Galp Energia
- 2005-2006: Liga Betandwin.com
- 2006-2008: Bwin Superligue
- 2008-2010: Liga Sagres
- 2010-2015: Liga ZON Sagres
- 2015-2022: Liga NOS
- 2021-2023[3]: Liga Portugal Bwin
- 2023-présent : Liga Portugal Betclic

### Ballon officiel
- 2004–2006: Adidas Roteiro
- 2006–2007: Adidas +Teamgeist
- 2008: Adidas Europass
- 2008–2009: Adidas Europass Portugal
- 2009–2015: Adidas Terrapass Liga Sagres
- 2013: Adidas Cafusa
- 2014: Adidas Brazuca
- 2015-: Adidas Conext15

Le ballon officiel est celui présenté annuellement par Adidas.

## Le trophée
Le trophée est décerné chaque année au vainqueur du championnat par la Ligue portugaise de football professionnel.

Le trophée actuel.

## Le championnat et les médias
Au Portugal, la chaîne de télévision payante SportTV détient les droits de diffusion des matches des premières et deuxièmes divisions, à travers leurs chaînes premium, SportTV1, SportTV2, SportTV3, SportTV4 et sur HD SportTV. Tous les clubs négocient individuellement avec le canal. Benfica TV couvre les matchs du SL Benfica à domicile.
- Afrique du Sud           - sur SuperSport
- Australie                - sur Setanta Sports Australie
- Belgique                 - sur Belgacom 11
- Brésil                   - sur SporTV et sur BandSports
- Bulgarie                 - sur TV+
- Canada                   – sur SportTV Américas
- Espagne                  - sur Gol Televisión
- États-Unis               - sur ESPN3 et sur SPT TV (tous les matches en direct sur les chaînes payantes)
- France                   - sur RMC Sport (2016-2023) puis BeIn Sports depuis septembre 2023[4]
- Indonésie                - sur TelkomVision Arena et sur Lejel Sport (certains matchs)
- Irlande                  - sur ESPN UK (deux matchs en direct par semaine)
- Israël                   - sur Sport 5
- Italie                   - sur Sportitalia
- Pays-Bas                 - sur Sport1
- Pologne                  - sur SportKlub+ et sur Orange sport
- Royaume-Uni              - sur ESPN UK (deux matchs en direct par semaine)

- En Afrique         - sur RTP África (un match par semaine)
- En Afrique du Nord - sur beIN Sport
- Au Moyen-Orient    - sur beIN Sport
- En Amérique latine - sur ESPN Latin America (sauf Brésil) et DirecTV Sports
- Dans le monde          - sur RTP Internacional (un match par semaine)

## Les clubs participants de l'édition 2025-2026
| Club                  | Présent depuis | Classement 2024-2025 | Entraîneur      | Stade                                        | Capacité théorique |
| --------------------- | -------------- | -------------------- | --------------- | -------------------------------------------- | ------------------ |
| Sporting CP           | 1934           | 1                    | Rui Borges      | Estádio José Alvalade XXI                    | 50 095             |
| SL Benfica            | 1934           | 2                    | Bruno Lage      | Estádio da Luz                               | 65 647             |
| FC Porto              | 1934           | 3                    | Martín Anselmi  | Estádio do Dragão                            | 50 033             |
| SC Braga              | 1974           | 4                    | Carlos Vicens   | Estádio Municipal de Braga                   | 30 286             |
| CD Santa Clara        | 2024           | 5                    | Vasco Matos     | Estádio de São Miguel                        | 13 277             |
| Vitória SC            | 2007           | 6                    | Luís Pinto      | Estádio D. Afonso Henriques                  | 30 000             |
| FC Famalicão          | 2019           | 7                    | Hugo Oliveira   | Estádio Municipal 22 de Junho                | 5 305              |
| GD Estoril-Praia      | 2021           | 8                    | Ian Cathro      | Estádio António Coimbra da Mota              | 8 015              |
| Casa Pia AC           | 2022           | 9                    | João Pereira    | Estádio Municipal de Rio Maior               | 12 000             |
| Moreirense FC         | 2023           | 10                   | Cristiano Bacci | Parque Comendador Joaquim de Almeida Freitas | 6 153              |
| Rio Ave FC            | 2022           | 11                   | Petit           | Estádio do Rio Ave FC                        | 12 815             |
| FC Arouca             | 2021           | 12                   | Vasco Seabra    | Estádio Municipal de Arouca                  | 5 000              |
| Gil Vicente FC        | 2019           | 13                   | César Peixoto   | Estádio Cidade de Barcelos                   | 12 568             |
| CD Nacional           | 2024           | 14                   | Tiago Margarido | Estádio da Madeira                           | 5 586              |
| CF Estrela da Amadora | 2023           | 15                   | José Faria      | Estádio José Gomes                           | 9 288              |
| AVS Futebol SAD       | 2024           | 16                   | José Mota       | Estádio do CD das Aves                       | 8 560              |
| CD Tondela            | 2025           | 1er (LP2)            | Ivo Vieira      | Estádio João Cardoso                         | 5 000              |
| FC Alverca            | 2025           | 2e (LP2)             | Custódio Castro | Complexo Desportivo do FC Alverca            | 7 864              |

| \| Benfica Lisbonne Estrela Sporting CP Casa Pia \| Clubs participants de Lisbonne. |
| Benfica Lisbonne Estrela Sporting CP Casa Pia                                       |

| Benfica Lisbonne Estrela Sporting CP Casa Pia |

| \| CD Santa Clara \| Club participant de l'archipel des Açores. |
| CD Santa Clara                                                  |

| CD Santa Clara |

| \| CD Nacional \| Clubs participants de l'île de Madère. |
| CD Nacional                                              |

| CD Nacional |

| \| Arouca ↑ · AVS FC Alverca Braga Famalicão↘ Gil Vicente Moreirense FC FC Porto Lisbonne V. Guimarães ↑ · Estoril Rio Ave CD Tondela \| Clubs participants du Portugal Continental. |
| Arouca ↑ · AVS FC Alverca Braga Famalicão↘ Gil Vicente Moreirense FC FC Porto Lisbonne V. Guimarães ↑ · Estoril Rio Ave CD Tondela                                                   |

| Arouca ↑ · AVS FC Alverca Braga Famalicão↘ Gil Vicente Moreirense FC FC Porto Lisbonne V. Guimarães ↑ · Estoril Rio Ave CD Tondela |

## Compétitions européennes

### Palmarès continental
Le tableau suivant récapitule le palmarès du football portugais dans les principales coupes d'Europe organisées par l'Union des associations européennes de football (UEFA) ; la Coupe Intertoto (organisée par l'UEFA entre 1995 et 2008) n'est pas prise en compte dans ce tableau. Les clubs en gras indiquent les succès en finale, le reste correspond aux défaites subies en finale continentale.
| Année | Coupe des clubs champions (1955-1992) Ligue des champions (depuis 1992) | Coupe des vainqueurs de coupe (1961-1999) | Coupe UEFA (1971-2009) Ligue Europa (depuis 2009) | Supercoupe d'Europe     |
| ----- | ----------------------------------------------------------------------- | ----------------------------------------- | ------------------------------------------------- | ----------------------- |
| 1961  | SL Benfica                                                              |                                           |                                                   |                         |
| 1962  | SL Benfica                                                              |                                           |                                                   |                         |
| 1963  | SL Benfica                                                              |                                           |                                                   |                         |
| 1964  |                                                                         | Sporting CP                               |                                                   |                         |
| 1965  | SL Benfica                                                              |                                           |                                                   |                         |
| 1968  | SL Benfica                                                              |                                           |                                                   |                         |
| 1983  |                                                                         |                                           | SL Benfica                                        |                         |
| 1984  |                                                                         | FC Porto                                  |                                                   |                         |
| 1987  | FC Porto                                                                |                                           |                                                   | FC Porto                |
| 1988  | SL Benfica                                                              |                                           |                                                   |                         |
| 1990  | SL Benfica                                                              |                                           |                                                   |                         |
| 2003  |                                                                         |                                           | FC Porto                                          | FC Porto                |
| 2004  | FC Porto                                                                |                                           | FC Porto                                          |                         |
| 2005  |                                                                         | Sporting CP                               |                                                   |                         |
| 2011  |                                                                         | FC Porto / Sporting Braga                 | FC Porto                                          |                         |
| 2013  |                                                                         | SL Benfica                                |                                                   |                         |
| 2014  |                                                                         | SL Benfica                                |                                                   |                         |
| Total | 4 victoire – 5 défaites                                                 | 1 victoire – 1 défaite                    | 2 victoires – 5 défaites                          | 1 victoire – 3 défaites |

Depuis la création des compétitions européennes en 1955, quatre équipes de première division ont disputé vingt-deux finales continentales pour un total de huit victoires toutes compétitions confondues. L'équipe ayant disputée le plus de finales européennes est le SL Benfica (SLB) avec dix finales suivie par le FC Porto (FCP) avec neuf finales. En plus des finales de la Ligue des champions, de la Coupe des coupes et de la Ligue Europa, le Sporting Braga (SCB) s'est distingué dans la Coupe Intertoto, qui permettait aux vainqueurs de se qualifier pour la Coupe UEFA où il décroche un titre en 2008.

### Classement du championnat
Le tableau ci-dessous récapitule le classement du Portugal au coefficient UEFA depuis 1960. Ce coefficient par nation est utilisé pour attribuer à chaque pays un nombre de places pour les compétitions européennes (Ligue des champions et Ligue Europa) ainsi que les tours auxquels les clubs doivent entrer dans la compétition.
| 1960 | 1961 | 1962 | 1963 | 1964 | 1965 | 1966 | 1967 | 1968 | 1969 | 1970 | 1971 | 1972 | 1973 | 1974 | 1975 | 1976 | 1977 | 1978 | 1979 |
| ---- | ---- | ---- | ---- | ---- | ---- | ---- | ---- | ---- | ---- | ---- | ---- | ---- | ---- | ---- | ---- | ---- | ---- | ---- | ---- |
| 22   | 7    | 6    | 4    | 4    | 4    | 8    | 11   | 8    | 9    | 11   | 13   | 9    | 9    | 7    | 10   | 9    | 11   | 12   | 14   |
| 1980 | 1981 | 1982 | 1983 | 1984 | 1985 | 1986 | 1987 | 1988 | 1989 | 1990 | 1991 | 1992 | 1993 | 1994 | 1995 | 1996 | 1997 | 1998 | 1999 |
| 14   | 15   | 13   | 9    | 7    | 7    | 9    | 6    | 6    | 7    | 5    | 6    | 7    | 7    | 6    | 6    | 6    | 6    | 7    | 9    |
| 2000 | 2001 | 2002 | 2003 | 2004 | 2005 | 2006 | 2007 | 2008 | 2009 | 2010 | 2011 | 2012 | 2013 | 2014 | 2015 | 2016 | 2017 | 2018 | 2019 |
| 10   | 10   | 9    | 7    | 6    | 6    | 6    | 6    | 8    | 10   | 9    | 6    | 5    | 5    | 5    | 5    | 5    | 7    | 7    | 7    |
| 2020 | 2021 | 2022 | 2023 | 2024 | 2025 |      |      |      |      |      |      |      |      |      |      |      |      |      |      |
| 6    | 6    | 6    | 7    | 7    | 7    |      |      |      |      |      |      |      |      |      |      |      |      |      |      |

Le tableau suivant affiche le coefficient actuel du championnat portugais.
| Rang | Pays               | 2020-2021 | 2021-2022 | 2022-2023 | 2023-2024 | 2024-2025 | Coefficient |
| ---- | ------------------ | --------- | --------- | --------- | --------- | --------- | ----------- |
| 5    | France             | 7,916     | 18,416    | 12,583    | 16,250    | 17,928    | 73,093      |
| 6    | Pays-Bas           | 9,200     | 19,200    | 13,500    | 10,000    | 15,250    | 67,150      |
| 7    | Portugal           | 9,600     | 12,916    | 12,500    | 11,000    | 16,250    | 62,266      |
| 8    | Belgique           | 6,000     | 6,600     | 14,200    | 14,400    | 15,650    | 56,850      |
| 9    | République tchèque | 6,600     | 6,700     | 6,750     | 13,500    | 10,550    | 44,100      |

### Coefficient UEFA des clubs
| Rang | Club        | 2020-2021 | 2021-2022 | 2022-2023 | 2023-2024 | 2024-2025 | Coefficient |
| ---- | ----------- | --------- | --------- | --------- | --------- | --------- | ----------- |
| 15   | SL Benfica  | 10,000    | 10,000    | 20,000    | 25,000    | 18,750    | 87,750      |
| 18   | FC Porto    | 23,000    | 10,000    | 18,000    | 19,000    | 9,750     | 79,750      |
| 35   | Sporting CP | 2,500     | 16,000    | 14,000    | 12,000    | 14,500    | 59,000      |
| 48   | SC Braga    | 9,000     | 16,000    | 7,000     | 7,000     | 7,000     | 46,000      |
| 97   | Vitória SC  | -         | -         | 2,000     | 1,500     | 15,250    | 18,750      |

## Statistiques
Le joueur le plus titré est le portugais Eusébio avec 11 championnats.

### Meilleurs buteurs
| Class. | Nom               | Nbre de buts | Période   |
| ------ | ----------------- | ------------ | --------- |
| 1      | Fernando Peyroteo | 332          | 1937–1949 |
| 2      | Fernando Gomes    | 319          | 1974–1991 |
| 3      | Eusébio           | 318          | 1960-1977 |
| 4      | José Águas        | 291          | 1950–1963 |
| 5      | Nené              | 264          | 1968–1986 |
| 6      | Manuel Fernandes  | 243          | 1970–1988 |
| 7      | Matateu           | 219          | 1951–1967 |
| 8      | José Torres       | 218          | 1959–1980 |
| 9      | Arsénio Duarte    | 215          | 1943–1959 |
| 10     | Rui Jordão        | 213          | 1971–1989 |

### Plus grand nombre d'apparitions
| Class. | Nom               | Apparitions | Période   |
| ------ | ----------------- | ----------- | --------- |
| 1      | Manuel Fernandes  | 485         | 1970–1988 |
| 2      | António Sousa     | 484         | 1975–1994 |
| 3      | João Vieira Pinto | 476         | 1988-2008 |
| 4      | Dinis Vital       | 442         | 1952–1970 |
| 5      | António Veloso    | 437         | 1978–1995 |
| 6      | Nené              | 422         | 1968–1986 |
| 6      | Manuel Bento      | 422         | 1967–1990 |
| 8      | Vítor Damas       | 416         | 1966–1989 |
| 9      | João Pinto        | 408         | 1980–1997 |
| 10     | Vítor Baía        | 406         | 1987–2007 |

## Aspects socio-économiques

### Transferts
| Rang | Joueurs          | Indemnité | Provenance                        | Année |
| ---- | ---------------- | --------- | --------------------------------- | ----- |
| 1er  | Enzo Fernández   | 44,25 M€  | River Plate → SL Benfica          | 2022  |
| 2e   | Darwin Núñez     | 34 M€     | UD Almería → SL Benfica           | 2020  |
| 3e   | Orkun Kökçü      | 25 M€     | Feyenoord → SL Benfica            | 2023  |
| 4e   | Raúl Jiménez     | 22 M€     | Atlético de Madrid → SL Benfica   | 2015  |
| 5e   | David Carmo      | 20,28 M€  | SC Braga → FC Porto               | 2022  |
| 6e   | Giannelli Imbula | 20 M€     | Olympique de Marseille → FC Porto | 2015  |
| 6e   | Óliver Torres    | 20 M€     | Atlético de Madrid → FC Porto     | 2017  |
| 6e   | Raúl de Tomás    | 20 M€     | Real Madrid → SL Benfica          | 2019  |
| 6e   | Julian Weigl     | 20 M€     | Borussia Dortmund → SL Benfica    | 2020  |
| 6e   | Everton          | 20 M€     | Grêmio → SL Benfica               | 2020  |
| 6e   | Viktor Gyökeres  | 20 M€     | Coventry City → Sporting CP       | 2023  |
| 6e   | Arthur Cabral    | 20 M€     | ACF Fiorentina → SL Benfica       | 2023  |

| Rang | Joueurs          | Indemnité | Destination                           | Année |
| ---- | ---------------- | --------- | ------------------------------------- | ----- |
| 1er  | João Félix       | 127,20 M€ | SL Benfica → Atlético de Madrid       | 2019  |
| 2e   | Enzo Fernández   | 121 M€    | SL Benfica → Chelsea FC               | 2022  |
| 3e   | Darwin Núñez     | 80 M€     | SL Benfica → Liverpool FC             | 2022  |
| 4e   | Rúben Dias       | 71,60 M€  | SL Benfica → Manchester City          | 2020  |
| 5e   | Bruno Fernandes  | 65 M€     | Sporting CP → Manchester United       | 2019  |
| 6e   | Otávio           | 60 M€     | FC Porto → Al-Nassr FC                | 2023  |
| 6e   | Nico González    | 60 M€     | FC Porto → Manchester City            | 2024  |
| 6e   | Manuel Ugarte    | 60 M€     | Sporting CP → Paris Saint-Germain     | 2023  |
| 8e   | Éder Militão     | 50 M€     | FC Porto → Real Madrid                | 2019  |
| 9e   | Luis Díaz        | 47 M€     | FC Porto → Liverpool FC               | 2022  |
| 10e  | James Rodríguez  | 45 M€     | FC Porto → AS Monaco                  | 2013  |
| 10e  | Eliaquim Mangala | 45 M€     | FC Porto → Manchester City            | 2014  |
| 10e  | Matheus Nunes    | 45 M€     | Sporting CP → Wolverhampton Wanderers | 2022  |

## Stades
Depuis le début de la ligue, il y a trois clubs, dont les stades ont le taux de remplissage le plus élevé : SL Benfica, FC Porto et le Sporting CP. Ces stades sont également les plus grands stades au Portugal, avec plus de 50 000 places. D'autres clubs, tels que Vitória de Guimarães et SC Braga, ont également une bonne fréquentation dans leurs stades. Académica de Coimbra, Vitória de Setúbal, CF Os Belenenses et CS Marítimo sont des clubs historiques, à partir des plus grandes villes portugaises, et ont aussi de nombreux partisans. Toutefois, ils n'ont pas de grande fréquentation de nos jours. Leurs stades ont entre 10 000 et 30 000 places.
La saison 2015-2016 montre l'affluence des stades par club.
|    | Club                 | Capacité du stade | Plus grande affluence de la saison | Moyenne (Nombre de matchs joués à domicile) | Stade                                              |
| -- | -------------------- | ----------------- | ---------------------------------- | ------------------------------------------- | -------------------------------------------------- |
| 1  | SL Benfica           | 64 462            | 53 285                             | 48 351 (2)                                  | Estádio da Luz (Estádio do Sport Lisboa e Benfica) |
| 2  | Sporting CP          | 50 044            | 40 639                             | 40 639 (1)                                  | Estádio José Alvalade XXI                          |
| 3  | FC Porto             | 50 035            | 48 209                             | 44 559 (2)                                  | Estádio do Dragão                                  |
| 4  | SC Braga             | 30 286            | 12 888                             | 11 985 (2)                                  | Estádio AXA (Estádio Municipal de Braga)           |
| 5  | Vitória Guimarães    | 30 008            | 9 009                              | 9 009 (1)                                   | Estádio D. Afonso Henriques                        |
| 6  | Boavista FC          | 30 000            | 4 334                              | 4 334 (1)                                   | Estádio do Bessa XXI                               |
| 7  | Académica de Coimbra | 29 744            | 12 903                             | 7 983 (2)                                   | Estádio Cidade de Coimbra                          |
| 8  | CF Os Belenenses     | 19 856            | 3 216                              | 3 216 (1)                                   | Estádio do Restelo                                 |
| 9  | Vitória Setúbal      | 13 468            | 3 481                              | 3 280 (2)                                   | Estádio do Bonfim                                  |
| 10 | Rio Ave FC           | 9 065             | 3 825                              | 3 825 (1)                                   | Estádio dos Arcos (Estádio do Rio Ave FC)          |
| 11 | GD Estoril-Praia     | 8 000             | 1 387                              | 1 387 (1)                                   | Estádio António Coimbra da Mota                    |
| 12 | CS Marítimo          | 7 200             | 7 200                              | 7 200 (1)                                   | Estádio dos Barreiros (Estádio do Marítimo)        |
| 13 | FC Paços de Ferreira | 6 404             | 3 077                              | 2 967 (2)                                   | Estádio da Mata Real (Estádio da Capital do Móvel) |
| 14 | Moreirense FC        | 6 153             | 1 337                              | 1 337 (1)                                   | Estádio Comendador Joaquim de Almeida Freitas      |
| 15 | CD Nacional          | 5 586             | 3 761                              | 3 761 (1)                                   | Estádio da Madeira (Estádio da Choupana)           |
| 16 | FC Arouca            | 5 000/30 200*     | /23 540*                           | 23 540 (0+1*)                               | Estádio Municipal de Arouca                        |
| 17 | CD Tondela           | 2 674/30 200*     | 1 157/22 003*                      | 11 580 (1+1*)                               | Estádio João Cardoso [En rénovation]               |
| 18 | CF União Madeira     | 2 500             | 2 500                              | 2 500 (1)                                   | Estádio do Centro Desportivo da Madeira            |

*: Estádio Municipal de Aveiro: Stade prêté pour les clubs: FC Arouca (Contre FC Porto; SL Benfica et Sporting CP) et CD Tondela (Durant la rénovation de leur stade).

## Palmarès
Le Championnat du Portugal de football a pour particularité l'écrasante domination des « trois grands » (Benfica, Porto et Sporting). Le titre national ne leur échappa que par deux fois ; en 1946 avec la victoire de Belenenses et en 2001 avec celle de Boavista.
| Saison    | Champion       | Pts. | Vice-champion | Pts. | Troisième       | Pts. | Nombre d'équipes | Pts. victoire |
| --------- | -------------- | ---- | ------------- | ---- | --------------- | ---- | ---------------- | ------------- |
| 1934-1935 | Porto (1)      | 22   | Sporting      | 20   | Benfica         | 19   | 8                | 2             |
| 1935-1936 | Benfica (1)    | 21   | Porto         | 20   | Sporting        | 26   | 8                | 2             |
| 1936-1937 | Benfica (2)    | 24   | Belenenses    | 23   | Sporting        | 29   | 8                | 2             |
| 1937-1938 | Benfica (3)    | 23   | Porto         | 23   | Sporting        | 23   | 8                | 2             |
| 1938-1939 | Porto (2)      | 23   | Sporting      | 22   | Benfica         | 21   | 8                | 2             |
| 1939-1940 | Porto (3)      | 34   | Sporting      | 32   | Belenenses      | 25   | 10               | 2             |
| 1940-1941 | Sporting (1)   | 23   | Porto         | 20   | Belenenses      | 19   | 8                | 2             |
| 1941-1942 | Benfica (4)    | 38   | Sporting      | 34   | Belenenses      | 30   | 12               | 2             |
| 1942-1943 | Benfica (5)    | 30   | Sporting      | 29   | Belenenses      | 28   | 10               | 2             |
| 1943-1944 | Sporting (2)   | 31   | Benfica       | 26   | Atlético        | 24   | 10               | 2             |
| 1944-1945 | Benfica (6)    | 30   | Sporting      | 27   | Belenenses      | 27   | 10               | 2             |
| 1945-1946 | Belenenses (1) | 38   | Benfica       | 37   | Sporting        | 32   | 12               | 2             |
| 1946-1947 | Sporting (3)   | 47   | Benfica       | 41   | Estoril         | 33   | 14               | 2             |
| 1947-1948 | Sporting (4)   | 41   | Benfica       | 41   | Belenenses      | 37   | 14               | 2             |
| 1948-1949 | Sporting (5)   | 42   | Benfica       | 37   | Belenenses      | 35   | 14               | 2             |
| 1949-1950 | Benfica (7)    | 45   | Sporting      | 39   | Atlético        | 30   | 14               | 2             |
| 1950-1951 | Sporting (6)   | 45   | Porto         | 34   | Benfica         | 30   | 14               | 2             |
| 1951-1952 | Sporting (7)   | 41   | Benfica       | 40   | Porto           | 36   | 14               | 2             |
| 1952-1953 | Sporting (8)   | 43   | Benfica       | 39   | Belenenses      | 36   | 14               | 2             |
| 1953-1954 | Sporting (9)   | 43   | Porto         | 36   | Benfica         | 32   | 14               | 2             |
| 1954-1955 | Benfica (8)    | 39   | Belenenses    | 39   | Sporting        | 37   | 14               | 2             |
| 1955-1956 | Porto (4)      | 43   | Benfica       | 43   | Belenenses      | 37   | 14               | 2             |
| 1956-1957 | Benfica (9)    | 41   | Porto         | 40   | Belenenses      | 33   | 14               | 2             |
| 1957-1958 | Sporting (10)  | 43   | Porto         | 43   | Benfica         | 36   | 14               | 2             |
| 1958-1959 | Porto (5)      | 41   | Benfica       | 41   | Belenenses      | 38   | 14               | 2             |
| 1959-1960 | Benfica (10)   | 45   | Sporting      | 43   | Belenenses      | 36   | 14               | 2             |
| 1960-1961 | Benfica (11)   | 46   | Sporting      | 42   | Porto           | 33   | 14               | 2             |
| 1961-1962 | Sporting (11)  | 43   | Porto         | 41   | Benfica         | 36   | 14               | 2             |
| 1962-1963 | Benfica (12)   | 48   | Porto         | 42   | Sporting        | 38   | 14               | 2             |
| 1963-1964 | Benfica (13)   | 46   | Porto         | 40   | Sporting        | 34   | 14               | 2             |
| 1964-1965 | Benfica (14)   | 43   | Porto         | 37   | Fabril Barreiro | 35   | 14               | 2             |
| 1965-1966 | Sporting (12)  | 42   | Benfica       | 41   | Porto           | 34   | 14               | 2             |
| 1966-1967 | Benfica (15)   | 43   | Académica     | 40   | Porto           | 39   | 14               | 2             |
| 1967-1968 | Benfica (16)   | 41   | Sporting      | 37   | Porto           | 36   | 14               | 2             |
| 1968-1969 | Benfica (17)   | 39   | Porto         | 37   | V. Guimarães    | 36   | 14               | 2             |
| 1969-1970 | Sporting (13)  | 46   | Benfica       | 38   | V. Setúbal      | 36   | 14               | 2             |
| 1970-1971 | Benfica (18)   | 41   | Sporting      | 38   | Porto           | 37   | 14               | 2             |
| 1971-1972 | Benfica (19)   | 55   | V. Setúbal    | 45   | Sporting        | 43   | 16               | 2             |
| 1972-1973 | Benfica (20)   | 58   | Belenenses    | 40   | V. Setúbal      | 38   | 16               | 2             |
| 1973-1974 | Sporting (14)  | 49   | Benfica       | 47   | V. Setúbal      | 45   | 16               | 2             |
| 1974-1975 | Benfica (21)   | 49   | Porto         | 44   | Sporting        | 43   | 16               | 2             |
| 1975-1976 | Benfica (22)   | 50   | Boavista      | 48   | Belenenses      | 40   | 16               | 2             |
| 1976-1977 | Benfica (23)   | 51   | Sporting      | 42   | Porto           | 41   | 16               | 2             |
| 1977-1978 | Porto (6)      | 51   | Benfica       | 51   | Sporting        | 42   | 16               | 2             |
| 1978-1979 | Porto (7)      | 50   | Benfica       | 49   | Sporting        | 42   | 16               | 2             |
| 1979-1980 | Sporting (15)  | 52   | Porto         | 50   | Benfica         | 45   | 16               | 2             |
| 1980-1981 | Benfica (24)   | 50   | Porto         | 48   | Sporting        | 37   | 16               | 2             |
| 1981-1982 | Sporting (16)  | 46   | Benfica       | 44   | Porto           | 43   | 16               | 2             |
| 1982-1983 | Benfica (25)   | 51   | Porto         | 47   | Sporting        | 42   | 16               | 2             |
| 1983-1984 | Benfica (26)   | 52   | Porto         | 49   | Sporting        | 42   | 16               | 2             |
| 1984-1985 | Porto (8)      | 55   | Sporting      | 47   | Benfica         | 43   | 16               | 2             |
| 1985-1986 | Porto (9)      | 49   | Benfica       | 47   | Sporting        | 46   | 16               | 2             |
| 1986-1987 | Benfica (27)   | 48   | Porto         | 46   | V. Guimarães    | 41   | 16               | 2             |
| 1987-1988 | Porto (10)     | 66   | Benfica       | 51   | Belenenses      | 48   | 20               | 2             |
| 1988-1989 | Benfica (28)   | 63   | Porto         | 56   | Boavista        | 49   | 20               | 2             |
| 1989-1990 | Porto (11)     | 59   | Benfica       | 55   | Sporting        | 46   | 18               | 2             |
| 1990-1991 | Benfica (29)   | 69   | Porto         | 67   | Sporting        | 57   | 20               | 2             |
| 1991-1992 | Porto (12)     | 56   | Benfica       | 46   | Boavista        | 44   | 18               | 2             |
| 1992-1993 | Porto (13)     | 54   | Benfica       | 52   | Sporting        | 45   | 18               | 2             |
| 1993-1994 | Benfica (30)   | 54   | Porto         | 52   | Sporting        | 51   | 18               | 2             |
| 1994-1995 | Porto (14)     | 62   | Sporting      | 53   | Benfica         | 49   | 18               | 2             |
| 1995-1996 | Porto (15)     | 84   | Benfica       | 73   | Sporting        | 67   | 18               | 3             |
| 1996-1997 | Porto (16)     | 85   | Sporting      | 72   | Benfica         | 58   | 18               | 3             |
| 1997-1998 | Porto (17)     | 77   | Benfica       | 68   | V. Guimarães    | 59   | 18               | 3             |
| 1998-1999 | Porto (18)     | 79   | Boavista      | 71   | Benfica         | 65   | 18               | 3             |
| 1999-2000 | Sporting (17)  | 77   | Porto         | 73   | Benfica         | 69   | 18               | 3             |
| 2000-2001 | Boavista (1)   | 77   | Porto         | 76   | Sporting        | 62   | 18               | 3             |
| 2001-2002 | Sporting (18)  | 75   | Boavista      | 70   | Porto           | 68   | 18               | 3             |
| 2002-2003 | Porto (19)     | 86   | Benfica       | 75   | Sporting        | 59   | 18               | 3             |
| 2003-2004 | Porto (20)     | 82   | Benfica       | 74   | Sporting        | 73   | 18               | 3             |
| 2004-2005 | Benfica (31)   | 65   | Porto         | 62   | Sporting        | 61   | 18               | 3             |
| 2005-2006 | Porto (21)     | 79   | Sporting      | 72   | Benfica         | 67   | 18               | 3             |
| 2006-2007 | Porto (22)     | 69   | Sporting      | 68   | Benfica         | 67   | 16               | 3             |
| 2007-2008 | Porto (23)     | 69   | Sporting      | 55   | V. Guimarães    | 53   | 16               | 3             |
| 2008-2009 | Porto (24)     | 70   | Sporting      | 66   | Benfica         | 59   | 16               | 3             |
| 2009-2010 | Benfica (32)   | 76   | Braga         | 71   | Porto           | 68   | 16               | 3             |
| 2010-2011 | Porto (25)     | 84   | Benfica       | 63   | Sporting        | 48   | 16               | 3             |
| 2011-2012 | Porto (26)     | 75   | Benfica       | 69   | Braga           | 62   | 16               | 3             |
| 2012-2013 | Porto (27)     | 78   | Benfica       | 77   | P. Ferreira     | 54   | 16               | 3             |
| 2013-2014 | Benfica (33)   | 74   | Sporting      | 67   | Porto           | 61   | 16               | 3             |
| 2014-2015 | Benfica (34)   | 85   | Porto         | 82   | Sporting        | 76   | 18               | 3             |
| 2015-2016 | Benfica (35)   | 88   | Sporting      | 86   | Porto           | 73   | 18               | 3             |
| 2016-2017 | Benfica (36)   | 82   | Porto         | 76   | Sporting        | 67   | 18               | 3             |
| 2017-2018 | Porto (28)     | 88   | Benfica       | 81   | Sporting        | 78   | 18               | 3             |
| 2018-2019 | Benfica (37)   | 87   | Porto         | 85   | Sporting        | 74   | 18               | 3             |
| 2019-2020 | Porto (29)     | 82   | Benfica       | 77   | Braga           | 60   | 18               | 3             |
| 2020-2021 | Sporting (19)  | 85   | Porto         | 80   | Benfica         | 76   | 18               | 3             |
| 2021-2022 | Porto (30)     | 91   | Sporting      | 85   | Benfica         | 74   | 18               | 3             |
| 2022-2023 | Benfica (38)   | 87   | Porto         | 85   | Braga           | 78   | 18               | 3             |
| 2023-2024 | Sporting (20)  | 90   | Benfica       | 80   | Porto           | 72   | 18               | 3             |
| 2024-2025 | Sporting (21)  | 82   | Benfica       | 80   | Porto           | 71   | 18               | 3             |
| 2025-2026 |                |      |               |      |                 |      | 18               | 3             |

## Tableau d'honneur
| Titres    | Club          |
| --------- | ------------- |
| 38 titres | SL Benfica    |
| 30 titres | FC Porto      |
| 21 titres | Sporting CP   |
| 1 titre   | CF Belenenses |
| 1 titre   | Boavista FC   |

## Classement général (depuis 1934)
Ce classement cumule tous les points et buts de chaque équipe du  championnat de Primeira Liga depuis sa création en Primeira Liga 1934-1935 jusqu'à l'issue de la Primeira Liga 2021-2022.
| #  | Club                 | Saisons | Joués | Gagnés | Nuls | Perdus | Points | Buts pour | Buts contre | Différence de buts | Première saison | Dernière saison | Meilleur classement | Notes                                                                  |
| -- | -------------------- | ------- | ----- | ------ | ---- | ------ | ------ | --------- | ----------- | ------------------ | --------------- | --------------- | ------------------- | ---------------------------------------------------------------------- |
| 1  | SL Benfica           | 88      | 2500  | 1710   | 466  | 323    | 5596   | 6029      | 2193        | 3836               | 1934-1935       | 2021-2022       | 1er                 | Le club a participé à toutes les éditions du championnat.              |
| 2  | FC Porto             | 88      | 2500  | 1678   | 451  | 377    | 5485   | 5554      | 2200        | 3354               | 1934-1935       | 2021-2022       | 1er                 | Le club a participé à toutes les éditions du championnat.              |
| 3  | Sporting CP          | 88      | 2500  | 1554   | 519  | 427    | 5181   | 5432      | 2363        | 3069               | 1934-1935       | 2021-2022       | 1er                 | Le club a participé à toutes les éditions du championnat.              |
| 4  | Vitória SC           | 77      | 2290  | 888    | 546  | 856    | 3210   | 3223      | 3219        | 4                  | 1941-1942       | 2021-2022       | 3ème                |                                                                        |
| 5  | CF Os Belenenses     | 77      | 2146  | 877    | 527  | 742    | 3158   | 3352      | 2745        | 607                | 1934-1935       | 2017-2018       | 1er                 |                                                                        |
| 6  | Sporting Braga       | 66      | 2024  | 793    | 478  | 753    | 2857   | 2762      | 2768        | -6                 | 1947-1948       | 2021-2022       | 2ème                |                                                                        |
| 7  | Vitória FC           | 72      | 2072  | 694    | 508  | 870    | 2590   | 2794      | 3119        | -325               | 1934-1935       | 2019-2020       | 2ème                |                                                                        |
| 8  | Boavista FC          | 59      | 1806  | 681    | 463  | 662    | 2506   | 2342      | 2482        | -140               | 1935-1936       | 2021-2022       | 1er                 |                                                                        |
| 9  | Académica de Coimbra | 64      | 1704  | 516    | 387  | 801    | 1935   | 2346      | 3003        | -657               | 1934-1935       | 2015-2016       | 2ème                |                                                                        |
| 10 | CS Marítimo          | 42      | 1380  | 465    | 378  | 537    | 1734   | 1541      | 1742        | -201               | 1977-1978       | 2021-2022       | 5ème                |                                                                        |
| 11 | Rio Ave FC           | 27      | 874   | 268    | 247  | 359    | 1051   | 915       | 1148        | -233               | 1979-1980       | 2020-2021       | 5ème                |                                                                        |
| 12 | GD Estoril-Praia     | 27      | 806   | 248    | 207  | 351    | 951    | 1080      | 1274        | -194               | 1944-1945       | 2021-2022       | 4ème                |                                                                        |
| 13 | FC Paços de Ferreira | 23      | 750   | 228    | 216  | 306    | 900    | 813       | 1044        | -231               | 1991-1992       | 2021-2022       | 3e                  |                                                                        |
| 14 | SC Beira-Mar         | 27      | 858   | 218    | 242  | 398    | 896    | 883       | 1340        | -457               | 1961-1962       | 2012-2013       | 6ème                |                                                                        |
| 15 | SC Farense           | 24      | 788   | 229    | 201  | 358    | 888    | 827       | 1141        | -314               | 1970-1971       | 2020-2021       | 5ème                |                                                                        |
| 16 | CD Nacional          | 20      | 656   | 210    | 172  | 274    | 802    | 773       | 917         | -144               | 1988-1989       | 2020-2021       | 4ème                |                                                                        |
| 17 | Gil Vicente FC       | 21      | 706   | 204    | 183  | 319    | 795    | 720       | 966         | -246               | 1990-1991       | 2021-2022       | 5ème                |                                                                        |
| 18 | SC Salgueiros        | 24      | 740   | 197    | 183  | 360    | 774    | 804       | 1377        | -573               | 1943-1944       | 2001-2002       | 5ème                |                                                                        |
| 19 | GD Fabril Barreiro   | 23      | 610   | 207    | 148  | 255    | 769    | 828       | 1003        | -175               | 1942-1943       | 1975-1976       | 3ème                |                                                                        |
| 20 | Leixões SC           | 25      | 670   | 183    | 164  | 323    | 713    | 750       | 1186        | -436               | 1936-1937       | 2009-2010       | 5ème                |                                                                        |
| 21 | UD Leiria            | 18      | 584   | 184    | 159  | 241    | 711    | 620       | 771         | -151               | 1979-1980       | 2011-2012       | 5ème                |                                                                        |
| 22 | Portimonense SC      | 19      | 610   | 187    | 150  | 275    | 710    | 651       | 826         | -175               | 1976-1977       | 2021-2022       | 5ème                |                                                                        |
| 23 | Atlético CP          | 24      | 632   | 192    | 134  | 306    | 710    | 976       | 1285        | -309               | 1943-1944       | 1976-1977       | 3ème                |                                                                        |
| 24 | Varzim SC            | 21      | 618   | 169    | 176  | 273    | 683    | 638       | 913         | -275               | 1963-1964       | 2002-2003       | 5ème                |                                                                        |
| 25 | GD Chaves            | 16      | 548   | 160    | 153  | 235    | 633    | 608       | 773         | -165               | 1985-1986       | 2018-2019       | 5ème                |                                                                        |
| 26 | FC Barreirense       | 24      | 592   | 166    | 119  | 307    | 617    | 758       | 1195        | -437               | 1937-1938       | 1978-1979       | 4ème                |                                                                        |
| 27 | Estrela da Amadora   | 16      | 540   | 144    | 176  | 220    | 608    | 521       | 680         | -159               | 1989            | 2009            | 7ème                | Disparu en 2010.                                                       |
| 28 | SC Olhanense         | 20      | 516   | 147    | 124  | 245    | 565    | 800       | 1057        | -257               | 1941-1942       | 2013-2014       | 4ème                |                                                                        |
| 29 | SC Covilhã           | 15      | 406   | 126    | 79   | 201    | 457    | 585       | 834         | -249               | 1947-1948       | 1987-1988       | 5ème                |                                                                        |
| 30 | Moreirense FC        | 12      | 404   | 112    | 118  | 174    | 454    | 419       | 559         | -140               | 2002-2003       | 2021-2022       | 6ème                |                                                                        |
| 31 | FC Penafiel          | 14      | 434   | 106    | 117  | 211    | 435    | 351       | 625         | -274               | 1980-1981       | 2014-2015       | 10ème               |                                                                        |
| 32 | Lusitano Évora       | 14      | 364   | 116    | 64   | 184    | 412    | 494       | 722         | -228               | 1953            | 1966            | 5ème                |                                                                        |
| 33 | SC Espinho           | 11      | 354   | 96     | 91   | 167    | 379    | 336       | 523         | -187               | 1974-1975       | 1996-1997       | 7ème                |                                                                        |
| 34 | FC Famalicão         | 9       | 238   | 86     | 82   | 130    | 340    | 343       | 496         | -153               | 1946-1947       | 2021-2022       | 6ème                |                                                                        |
| 35 | CD Santa Clara       | 7       | 238   | 68     | 70   | 90     | 274    | 267       | 326         | -59                | 1999-2000       | 2021-2022       | 6ème                |                                                                        |
| 36 | FC Tirsense          | 8       | 256   | 65     | 73   | 118    | 268    | 219       | 370         | -151               | 1967-1968       | 1995-1996       | 8ème                |                                                                        |
| 37 | CD Tondela           | 7       | 238   | 61     | 52   | 125    | 235    | 251       | 378         | -127               | 2015-2016       | 2021-2022       | 10ème               |                                                                        |
| 38 | CF União da Madeira  | 6       | 208   | 48     | 62   | 98     | 206    | 177       | 300         | -124               | 1989-1990       | 2015-2016       | 10ème               |                                                                        |
| 39 | Naval                | 6       | 184   | 49     | 46   | 89     | 193    | 16        | 255         | -95                | 2005-2006       | 2010-2011       | 8ème                | Dissout en 2017.                                                       |
| 40 | Oriental Lisbonne    | 7       | 190   | 50     | 37   | 103    | 187    | 224       | 438         | -214               | 1950-1951       | 1974-1975       | 5ème                |                                                                        |
| 41 | FC Alverca           | 5       | 170   | 48     | 37   | 85     | 181    | 192       | 266         | -74                | 1998-1999       | 2003-2004       | 11ème               |                                                                        |
| 42 | SC Campomaiorense    | 5       | 170   | 48     | 34   | 88     | 178    | 186       | 287         | -101               | 1995-1996       | 2000-2001       | 11ème               |                                                                        |
| 43 | FC Arouca            | 5       | 166   | 44     | 44   | 78     | 176    | 164       | 241         | -77                | 2013-2014       | 2021-2022       | 5ème                |                                                                        |
| 44 | CD Feirense          | 7       | 222   | 44     | 43   | 135    | 175    | 187       | 403         | -216               | 1962-1963       | 2018-2019       | 8ème                |                                                                        |
| 45 | SCU Torreense        | 6       | 164   | 44     | 31   | 89     | 163    | 183       | 316         | -133               | 1955-1956       | 1991-1992       | 7ème                |                                                                        |
| 46 | União de Tomar       | 6       | 172   | 43     | 33   | 96     | 162    | 178       | 331         | -153               | 1968-1969       | 1975-1976       | 10ème               |                                                                        |
| 47 | CD Aves              | 6       | 196   | 40     | 40   | 116    | 160    | 173       | 320         | -147               | 1985-1986       | 2019-2020       | 13ème               |                                                                        |
| 48 | O Elvas              | 5       | 146   | 37     | 37   | 72     | 148    | 211       | 283         | -72                | 1947-1948       | 1987-1988       | 8ème                |                                                                        |
| 49 | Leça FC              | 4       | 124   | 33     | 25   | 66     | 124    | 120       | 231         | -111               | 1941-1942       | 1997-1998       | 12ème               |                                                                        |
| 50 | Académico de Viseu   | 4       | 128   | 27     | 24   | 77     | 105    | 81        | 237         | -156               | 1978-1979       | 1988-1989       | 13ème               |                                                                        |
| 51 | Caldas SC            | 4       | 104   | 26     | 25   | 53     | 103    | 124       | 235         | -111               | 1955-1956       | 1958-1959       | 10ème               |                                                                        |
| 52 | CD Montijo           | 3       | 90    | 23     | 20   | 47     | 89     | 91        | 155         | -64                | 1972-1973       | 1976-1977       | 13ème               | Dissout en 2007.                                                       |
| 53 | Amora FC             | 3       | 90    | 22     | 23   | 45     | 89     | 90        | 143         | -53                | 1980-1981       | 1982-1983       | 12ème               |                                                                        |
| 54 | Lusitano VRSA        | 3       | 78    | 21     | 9    | 48     | 72     | 94        | 210         | -116               | 1947-1948       | 1949-1950       | 12ème               |                                                                        |
| 55 | AD Sanjoanense       | 4       | 104   | 16     | 22   | 66     | 70     | 86        | 249         | -163               | 1946-1947       | 1968-1969       | 10ème               |                                                                        |
| 56 | Carcavelinhos FC     | 5       | 82    | 19     | 12   | 51     | 69     | 103       | 223         | -120               | 1935-1936       | 1941-1942       | 4ème                | Fusionne avec l’União de Lisboa en 1942, pour fonder le l'Atlético CP. |
| 57 | Unidos de Lisboa     | 3       | 54    | 18     | 8    | 28     | 62     | 135       | 158         | -23                | 1941            | 1943            | 4ème                | Disparu en 2009.                                                       |
| 58 | Académico Porto      | 5       | 82    | 18     | 6    | 56     | 60     | 137       | 300         | -163               | 1935            | 1942            | 7ème                | Disparu en 1964.                                                       |
| 59 | SL Elvas             | 2       | 48    | 17     | 3    | 28     | 54     | 108       | 167         | -59                | 1946            | 1947            | 9ème                | A fusionné avec le O Elvas en 1947.                                    |
| 60 | FC Vizela            | 2       | 64    | 11     | 19   | 34     | 52     | 68        | 129         | -61                | 1984-1985       | 2021-2022       | 14ème               |                                                                        |
| 61 | AD Fafe              | 1       | 38    | 9      | 14   | 15     | 41     | 29        | 47          | -18                | 1988-1989       | 1988-1989       | 16ème               |                                                                        |
| 62 | Felgueiras           | 1       | 34    | 8      | 9    | 17     | 33     | 29        | 47          | -18                | 1996            | 1996            | 16ème               | Disparu en 2005.                                                       |
| 63 | Seixal FC            | 2       | 52    | 7      | 8    | 37     | 29     | 44        | 150         | -106               | 1963-1964       | 1964-1965       | 12ème               |                                                                        |
| 64 | GD Riopele           | 1       | 30    | 6      | 9    | 15     | 27     | 23        | 51          | -28                | 1977-1978       | 1977-1978       | 15ème               | Dissout en 1985.                                                       |
| 65 | RD Águeda            | 1       | 30    | 7      | 5    | 18     | 26     | 25        | 55          | -30                | 1983-1984       | 1983-1984       | 15ème               |                                                                        |
| 66 | CD Trofense          | 1       | 30    | 5      | 8    | 17     | 23     | 25        | 42          | -17                | 2008-2009       | 2008-2009       | 16ème               |                                                                        |
| 67 | União de Coimbra     | 1       | 30    | 5      | 7    | 18     | 22     | 22        | 54          | -32                | 1973            | 1973            | 15ème               |                                                                        |
| 68 | GC Alcobaça          | 1       | 30    | 4      | 7    | 19     | 19     | 20        | 56          | -36                | 1982-1983       | 1982-1983       | 16ème               |                                                                        |
| 69 | União de Lisboa      | 1       | 14    | 3      | 2    | 9      | 11     | 30        | 49          | -19                | 1934-1935       | 1934-1935       | 6ème                | Fusionne avec Carcavelinhos FC en 1942, pour fonder le l'Atlético CP.  |
| 70 | UD Oliveirense       | 1       | 22    | 3      | 2    | 17     | 11     | 22        | 73          | -51                | 1945-1946       | 1945-1946       | 12ème               |                                                                        |
| 71 | Casa Pia AC          | 1       | 14    | 1      | 0    | 13     | 3      | 12        | 56          | -44                | 1934-1935       | 1934-1935       | 8ème                |                                                                        |

- Les clubs dont la ligne est colorée en vert jouent en D1 pendant la saison 2022-2023.
- Les clubs dont la ligne est colorée en jaune jouent en D2 pendant la saison 2022-2023.
- Les clubs dont la ligne est colorée en rouge jouent en D3 pendant la saison 2022-2023.
- Les clubs dont la ligne est colorée en gris ont disparu ou ont été fusionnés avec d'autres clubs.
- Les autres clubs jouent dans les ligues amateurs.